# Huolong, Anhui
Huolong (kinesiska: 火龙) är ett stadsdelsdistrikt i östra Kina. Det ligger i stadsdistriktet Yijiang i staden Wuhu i provinsen Anhui omkring 130 kilometer sydost om provinshuvudstaden Hefei. Antalet invånare är 70 976. Befolkningen består av 33 646 kvinnor och 37 330 män. Barn under 15 år utgör 14,0 %, vuxna 15-64 år 75 %, och äldre över 65 år 9,0 %.